# Sajtókapcsolatok
A sajtókapcsolatok kiépítése és fenntartása az egyik leghatékonyabb eszköze annak, hogy egy vállalat vagy intézmény minőségi, releváns információkat juttasson el magáról a célközönségéhez. A sajtókapcsolatok vezető szerepet töltenek be a public relationsban, és magukba foglalják a proaktív (sajtóközlemény kiadása, sajtótájékoztató megszervezése stb.) és reaktív (válasz az újságírói megkeresésekre) tevékenységeket is. Az ezzel a témakörrel foglalkozó (szak)embereket hívják röviden „sajtósnak”. Elsődleges feladata a sajtó tájékoztatása, illetve sajtóesemények szervezése.

## Feladatai

### Sajtólista összeállítása
Az országos média (újság, TV, rádió) mellett a célközönség olvasási, tévénézési és internetezési szokásainak megfelelő orgánumok neveit tartalmazza. Rendszerint negyed- vagy félévente frissül, hogy követni tudja a személyi, vagy egyéb változásokat. Nagyban számít az adott médium tartalma, súlypontjai, stílusa, olvasottsága avagy nézettsége is.

### Kérdés-felelet dokumentum elkészítése
Tartalmazza a lehető legkínosabb kérdéseket az adott témáról, és az azokra adandó válaszokat is, röviden. Rendszerint a PR szakember írja meg a nyilatkozó számára.

### Sajtóanyagok és kiadványok megírása
Az adott médiumra tervezett (stílus, tartalom) közlemény, cikk (nem reklám).

### Egyéb
- Médiatréning: A vezetők felkészítése a média kezelésére
- Sajtótájékoztatók, interjúk szervezése
- Speciális események (például új termék, gyárátadás) hírének eljuttatása a sajtó számára, esetenként speciális események (például vállalati rendezvény, politikusi látogatás) szervezése a sajtó számára

## Külső hivatkozások
- Magyar Public Relations Szövetség
- PRactice.hu – Public relations tudásportál Archiválva 2006. július 18-i dátummal a Wayback Machine-ben